# ريتشارد هود
ريتشارد هود (بالإنجليزية: Richard Hood)‏ (10 يونيو 1881 في المملكة المتحدة - 22 نوفمبر 1954 في المملكة المتحدة) هو لاعب كرة قدم بريطاني (وحمل سابقاً جنسية المملكة المتحدة لبريطانيا العظمى وأيرلندا) في مركز الدفاع. لعب مع لينكولن سيتي أف سي.

## وصلات خارجية
- ريتشارد هود على موقع قاعدة بيانات كرة القدم.إي يو (الإنجليزية)